# Tetrapsyllus maulinus
Tetrapsyllus maulinus är en loppart som beskrevs av Beaucournu et Gallardo 1978. Tetrapsyllus maulinus ingår i släktet Tetrapsyllus och familjen Rhopalopsyllidae. Inga underarter finns listade i Catalogue of Life.